# Molophilus (Molophilus) adamantinus
Molophilus (Molophilus) adamantinus is een tweevleugelige uit de familie steltmuggen (Limoniidae). De soort komt voor in het Australaziatisch gebied.